# Чарноцкий, Стефан
Стефан Чарноцкий (Степан Иванович Чарноцкий; пол. Stefan Jan Czarnocki; 17 августа 1878, Гаилионий, Укмергский район — 6 января 1947, Краков) — русский и польский геолог и горный инженер. Изучал полезные ископаемые в Российской империи и Польше

## Биография
Родился 17 августа 1878 года в Укмергский район, Российская империя.
В 1906 году окончил Санкт-Петербургский горный институт (Российская империя).
В 1907—1922 годах — сотрудник Геологического комитета. Изучал нефтеносные месторождения Кавказа и Предкавказья (Апшеронский полуостров, Дагестан, район Майкопа и др.).

### В Польше
В 1922 эмигрировал в Польшу, где занял должность вице-директора Государственного геологического института в Варшаве (в 1937—1938 директор института).
С 1938 года — заведующий кафедрой прикладной геологии в Краковской горной академии. Изучал геологию южных регионов Польши.
Опубликовал воспоминания о К. И. Богдановиче («Wecznik Polskiego Towarystwa Geologicznego». T. 12, 1936).
Во время Второй Мировой войны находился в концлагере Заксенхаузен.
В 1945—1947 годах — президент Польского геологического общества.
Скончался 6 января 1947 года в Кракове